# 傑瑞米·奎因

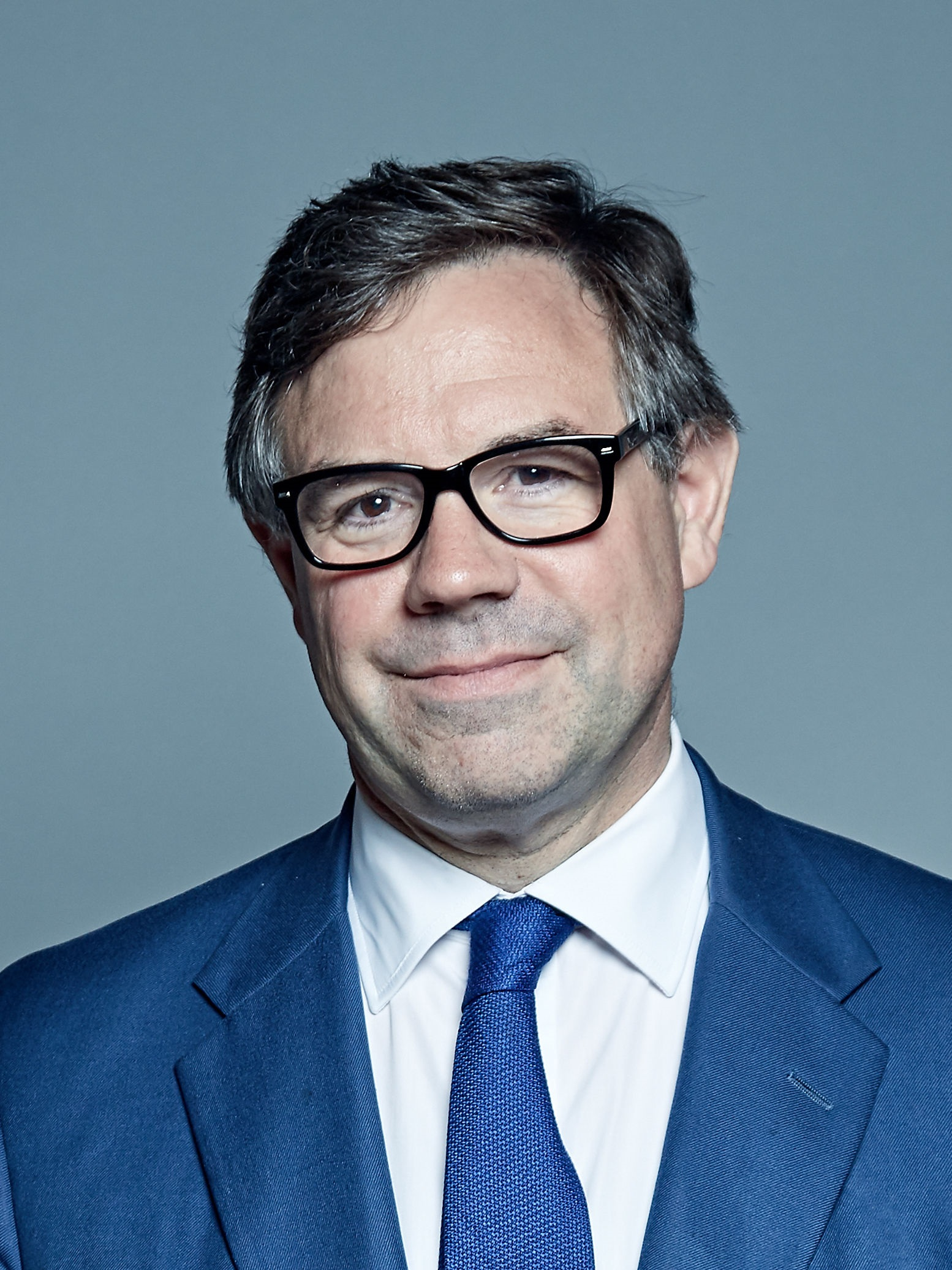
傑瑞米·奎因

傑瑞米·奎因（英語：Jeremy Quin，1968年9月24日—）是一位英格蘭政治人物，他的黨籍是保守黨。自2015年開始，他擔任霍舍姆選區選出的英國下議院議員。他畢業於牛津大學赫特福德學院。